# Ramiro Sordo
Ramiro Gabriel Sordo (ur. 29 czerwca 2000 w Las Rosas) – argentyński piłkarz występujący na pozycji lewego skrzydłowego lub ofensywnego pomocnika, od 2024 roku zawodnik meksykańskiego Santosu Laguna.